# Resolución de Jartum

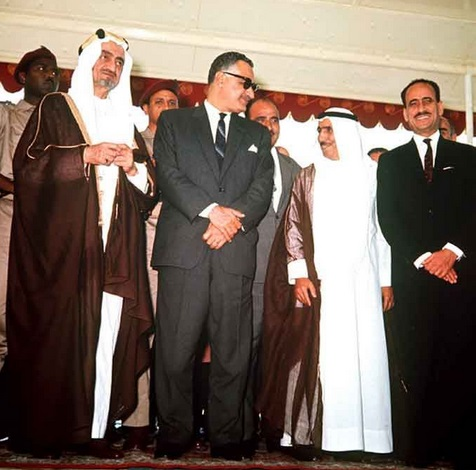
Algunos de los jefes de Estado de la cumbre de la Liga Árabe de 1967 (de izquierda a derecha): el rey Faisal de Arabia Saudí, Nasser de Egipto, Abdulá al-Sallal de Yemen, el jeque Sabah Al-Salem Al-Sabah de Kuwait y Abd ar-Rahman Arif de Iraq.

La Resolución de Jartum del 1 de septiembre de 1967 fue la conclusión de la cumbre de la Liga Árabe que tuvo lugar en la capital sudanesa entre los líderes de ocho países árabes que siguió a la Guerra de los Seis Días. La resolución fue la base de las relaciones entre estos países e Israel desde ese momento hasta la guerra de Yom Kipur, y llamaba a: un continuo estado de beligerancia con Israel; el fin del boicot petrolífero; el fin de la Guerra Civil de Yemen del Norte y asistencia económica para Egipto y Jordania. 
En el tercer artículo, la resolución incluye los «tres noes» con respecto a las relaciones árabe-israelíes, en respuesta a la negativa de Israel de contemplar una retirada de Cisjordania y la Franja de Gaza como parte de un eventual acuerdo de paz: no a la paz con Israel, no al reconocimiento del Estado de Israel y no a las negociaciones con Israel.

## Texto de la Resolución de Jartum
La Resolución consta de siete artículos:
1. La conferencia ha afirmado la unidad de las filas árabes, la unidad de acción conjunta y la necesidad de coordinación y de eliminación de todas las diferencias. Los Reyes, Presidentes y representantes de los demás Jefes de Estado árabes presentes en la conferencia han afirmado la adhesión de sus países a la Carta de Solidaridad Árabe, firmada en la tercera cumbre árabe de Casablanca, y su aplicación.
2. La conferencia ha acordado la necesidad de consolidar todos los esfuerzos para eliminar los efectos de la agresión partiendo de la base de que las tierras ocupadas son tierras árabes y que la carga de recuperar estas tierras recae en todos los Estados árabes.
3. Los Jefes de Estado árabes han acordado unir sus esfuerzos políticos a nivel internacional y diplomático para eliminar los efectos de la agresión y garantizar la retirada de las fuerzas agresoras israelíes de las tierras árabes ocupadas desde la agresión del 5 de junio. Esto se hará en el marco de los principios fundamentales por los que se rigen los Estados árabes, a saber: no a la paz con Israel, no al reconocimiento de Israel, no a las negociaciones con él, e insistencia en los derechos del pueblo palestino en su propio país.
4. La conferencia de ministros árabes de Finanzas, Economía y Petróleo recomendó que la suspensión del bombeo de petróleo se utilizara como arma en la batalla. Sin embargo, tras estudiar a fondo la cuestión, la conferencia en la cumbre ha llegado a la conclusión de que el bombeo de petróleo puede utilizarse en sí mismo como un arma positiva, ya que el petróleo es un recurso árabe que puede utilizarse para fortalecer la economía de los Estados árabes directamente afectados por la agresión, de modo que estos Estados puedan mantenerse firmes en la batalla. Por lo tanto, la conferencia ha decidido reanudar el bombeo de petróleo, ya que el petróleo es un recurso árabe positivo que puede utilizarse al servicio de los objetivos árabes. Puede contribuir a los esfuerzos para que los Estados árabes que se vieron expuestos a la agresión y perdieron por ello recursos económicos puedan mantenerse firmes y eliminar los efectos de la agresión. De hecho, los Estados productores de petróleo han participado en los esfuerzos para permitir que los Estados afectados por la agresión se mantengan firmes ante cualquier presión económica.
5. Los participantes en la conferencia han aprobado el plan propuesto por Kuwait de crear un Fondo Árabe de Desarrollo Económico y Social sobre la base de la recomendación de la conferencia de Bagdad de ministros árabes de Finanzas, Economía y Petróleo.
6. Los participantes han coincidido en la necesidad de adoptar las medidas necesarias para reforzar la preparación militar ante cualquier eventualidad.
7. La conferencia ha decidido acelerar la eliminación de las bases extranjeras en los Estados árabes.